# Yolande de Ligne
Yolande de Ligne, née le 6 mai 1923 à Madrid en Espagne et morte le 13 septembre 2023 à Bruxelles en Belgique, est la seconde fille d'Eugène II de Ligne 11e prince de Ligne et de Philippine de Noailles.
Par son mariage avec l'archiduc Charles-Louis d'Autriche, elle est altesse impériale et royale et archiduchesse d'Autriche, princesse de Hongrie, de Bohême et de Croatie, de 1950 à 2023.

## Biographie

### Famille et jeunesse
Yolande de Ligne, née à Madrid en 1923, est la seconde fille et la troisième des quatre enfants d'Eugène II de Ligne 11e prince de Ligne (1893-1960) et de Philippine de Noailles (1898-1991) des ducs de Noailles, de Mouchy et Poix, mariés à Paris en 1917. La princesse a deux frères : Baudouin de Ligne (1918-1985), devenu 12e prince de Ligne, et Antoine de Ligne (1925-2005), devenu 13e prince de Ligne, ainsi qu'une sœur : Isabelle (1921-2000).
Son père, après avoir réussi l'examen diplomatique en 1920, est successivement nommé diplomate à Bucarest, Paris, Madrid, Londres et Washington. Il devient le chef de la maison de Ligne à la mort de son père, en 1937 et revient s'installer avec sa famille en Belgique. Lors de l'invasion de la Belgique par les Allemands en 1940, le prince Eugène reprend du service et rejoint près d'Anvers le groupe motorisé dont il prend la tête. Démobilisé, il se consacre avec son épouse à l'approvisionnement du pays et transforme son château de Belœil pour y accueillir des enfants juifs. Après la Seconde Guerre mondiale, il est nommé ambassadeur de Belgique en Inde (de 1947 à 1951) et en Espagne (de 1951 à 1955).

### Mariage et descendance
Le 17 janvier 1950, Yolande de Ligne épouse au château de Belœil Charles-Louis d'Autriche (1918-2007), quatrième fils de l'empereur Charles Ier d’Autriche (1887-1922) et de l'impératrice Zita de Bourbon-Parme (1892-1989) avec qui elle a quatre enfants, portant tous le titre d'archiduc d'Autriche :
- Rudolf d'Autriche (né le 17 novembre 1950 au château de Belœil), qui épouse en 1976 la baronne Hélène de Villenfagne de Vogelsanck (1954), dont huit enfants ;
- Alexandra d'Autriche (née le 10 juillet 1952 au château de Belœil), qui épouse en 1984 Hector Riesle (1943), ambassadeur du Chili au Saint-Siège, dont trois enfants ;
- Charles-Christian d’Autriche (né le 26 août 1954 au château de Belœil), qui épouse en 1982 la princesse Marie-Astrid de Luxembourg (1954), dont cinq enfants ;
- Constanza d’Autriche (née le 19 octobre 1957 au château de Belœil), qui épouse en 1994 Franz Joseph Auersperg-Trautson, prince von Auersperg (1954), dont quatre enfants.

La famille réside initialement au château de Belœil qu'elle quitte pour s'installer à Woluwe. Yolande de Ligne devient veuve, à la mort de l'archiduc Charles-Louis, le 11 décembre 2007. Le 6 mai 2023, la princesse, qui demeure à Bruxelles, devient centenaire.

### Mort et funérailles
Le 13 septembre 2023, Yolande de Ligne meurt à Bruxelles. La messe de ses funérailles est célébrée en l'église Saint-Pierre de Belœil le 23 septembre suivant. Lors de la messe de requiem sont présents les descendants de la défunte, ainsi que le grand-duc héritier Guillaume et la grande-duchesse héritière Stéphanie de Luxembourg. Plus tard, le 7 octobre 2023, la défunte est inhumée dans la chapelle de la crypte des Capucins à Vienne, auprès du sarcophage de son mari, en présence de sa famille, ainsi que du grand-duc Henri de Luxembourg et de l'archiduc Ferdinand,.

## Titulature
- 6 mai 1923 — 17 janvier 1950 : Son Altesse la princesse Yolande de Ligne ;
- 17 janvier 1950 — 13 septembre 2023 : Son Altesse Impériale et Royale l'archiduchesse Yolande d'Autriche.

## Honneurs
Yolande de Ligne est :
- Dame noble de l'ordre de la Croix étoilée (Autriche-Hongrie).